# Manuel Portela Valladares

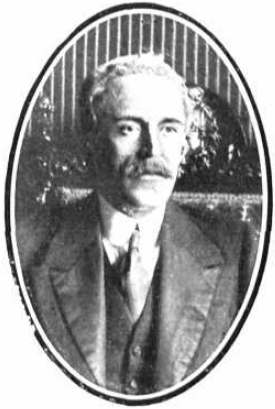
Manuel Portela Valladares (1912).

Manuel Portela Valladares (* 31. Januar 1867 in Pontevedra; † 29. April 1952 in Bandol) war ein spanischer Politiker und Ministerpräsident Spaniens (Presidente del Gobierno).

## Biografie

### Studium und berufliche Laufbahn
Nach dem Tode seines Vaters wurde er 1877 als Pflegekind in die Familie einer Tante aufgenommen. Deren finanzieller Wohlstand ermöglichte ihm eine schulische Ausbildung am Jesuitenkolleg von Camposancos in La Guardia sowie ein anschließendes Studium der Rechtswissenschaften an der Universität Santiago de Compostela, welches er 1889 abschloss.
Anschließend lebte er bis 1889 in seiner Geburtsstadt Pontevedra, wo er nicht nur Redakteur der Tageszeitung Diario de Pontevedra, sondern auch Richter am Stadtgericht und Dekan der Anwaltsschule war. 1898 wurde er im Alter von erst 31 Jahren Leiter des Grundbuchamtes (Registrador de la Propiedad) von Madrid.

### Abgeordneter, Minister und Zeit der Diktatur Primo de Riveras
In den folgenden Jahren gelangte er durch den Einfluss von Eugenio Montero Ríos in die Politik und begann seine politische Laufbahn am 10. September 1905 mit der Wahl zum Abgeordneten des Deputiertenkongresses (Congresso de los Diputados), wo er mit wenigen Unterbrechungen bis Oktober 1933 die Interessen des Wahlkreises Lugo vertrat.
1909 war er neben anderen Intellektuellen und Politikern Mitgründer der Landwirtschaftsliga von Galicien (Liga Agraria de Acción Gallega), mit deren Vorsitzenden Basilio Álvarez ihn eine enge Freundschaft verband. Als Vertrauensperson von Ministerpräsident José Canalejas Méndez wurde er 1910 zum Zivilgouverneur von Barcelona ernannt. Dieser war es auch, der ihn zwei Jahre später auch noch zum Staatsanwalt am Obersten Gerichtshof (Tribunal Supremo) berief.
Am 3. September 1923 wurde er im Rahmen einer Kabinettsumbildung zum Entwicklungsminister (Ministro de Fomento) in die Regierung von Manuel García Prieto ernannt. Allerdings konnte er dieses Amt nur zwölf Tage ausüben und verlor sein Ministeramt mit Beginn der Militärdiktatur von Miguel Primo de Rivera am 15. September 1923.
In den folgenden Jahren zog er sich aus dem Regierungsleben zurück, war er aber 1924 Gründer der in Vigo erscheinenden Tageszeitung El Pueblo Gallego, die ein Sprachrohr für republikanische Intellektuelle und galicische Nationalisten (Galleguistas) zur Forderung einer Wiederherstellung des politischen Lebens war. 1930 gehörte er außerdem neben den wichtigsten Vertretern der republikanischen Intellektuellen und Galleguistas dieser Zeit zu den Unterzeichnern des Paktes von Barrantes, in dem die Notwendigkeit der Autonomie von Galicien eingefordert wurde.
Durch seine Hochzeit mit der katalanischen Adeligen Clotilde Puig Mir erwarb er 1931 den Titel eines Grafen (Conde) von Brias.

### Aufstieg zum Ministerpräsidenten während der Zweiten Republik
Neben seiner Tätigkeit als Abgeordneter des Deputiertenkongresses wurde er von Ministerpräsident Alejandro Lerroux im März 1935 zunächst zum Generalgouverneur von Katalonien und dann am 3. April 1935 zum Innenminister (Ministro de Gobernación) ernannt. Dieses Amt bekleidete er bis zum 25. September 1935.
Am 14. Dezember 1935 wurde er von Präsident Niceto Alcalá-Zamora selbst zum Ministerpräsidenten Spaniens (Presidente del Gobierno) der Zweiten Republik ernannt. Während seiner bis zum 19. Februar 1936 dauernden Amtszeit übernahm er auch wiederum das Amt des Innenministers. Darüber hinaus war er vom 25. Januar bis zum 3. Februar 1936 während der Abwesenheit des Amtsinhabers auch amtierender Außenminister (Ministro de Estado). Nach dem Sieg der Frente Popular bei den allgemeinen Parlamentswahlen vom 16. Februar 1936, bei denen er als Vertreter des Wahlkreises Pontevedra auch selbst wieder zum Abgeordneten des Deputiertenkongresses gewählt wurde, musste er das Amt des Ministerpräsidenten an Manuel Azaña übergeben. Als Abgeordneter war er zum anderen aber auch Vertreter der Freimaurerei.
Portela blieb auch nach Beginn des Bürgerkrieges im Juli 1936 ein loyaler Unterstützer der Zweiten Republik und ein glaubhafter Vertreter seiner liberalen und reformorientierten Ideologie. Allerdings ging er nach der Revolte von Barcelona am 18. Juli 1936 zunächst ins Exil nach Nizza, kehrte jedoch im folgenden Jahr nach Spanien zurück, wo er Ministerpräsident Juan Negrín López seine Dienste in dessen republikanischer Regierung anbot. Im Oktober 1937 nahm er zwar erneut an den Sitzungen der vereinigten Cortes in Valencia teil, musste jedoch 1939 gegen Ende des Bürgerkrieges wieder nach Frankreich fliehen, wo er bald darauf von der Gestapo verhaftet wurde. Trotz der Bitte der neuen Regierung von Francisco Franco nach seiner Freilassung wurde diese von der deutschen Besatzungsmacht abgelehnt.
Nach dem Ende des Zweiten Weltkrieges blieb er in Frankreich, wo er später in Bandol in der Nähe von Marseille verstarb.

## Veröffentlichungen
- Ante el estatuto. Unificación y diversificación de las nacionalidades, 1932 (Vor dem Statut: Vereinigung und Diversifikation der Nationen)
- Dietario de dos guerras (1936–1950): notas, polémicas y correspondencia de un centrista español, 1951 (Tagebuch der zwei Kriege (1936–1950): Notizen, Polemik und Korrespondenz eines spanischen Zentristen)
- Memorias dentro del drama español, 1952 (Erinnerungen innerhalb des spanischen Dramas)
- A Nosa Terra e Nós. Escritos en galego, Ausgabe 1992 (An unser Land und uns. Schriften in Galicisch)